# Lista de prefeitos de Tietê
Esta é a lista de prefeitos e vice-prefeitos do município de Tietê, estado brasileiro de São Paulo.
| Nº | Nome                                    | Partido | Vice-prefeito                                     | Início do mandato       | Fim do mandato         | Observações                                     |
| 1  | José Pires de Arruda Melo               | PRP     | Osvaldo de Souza Martins                          | 30 de setembro de 1892  | 9 de dezembro de 1892  | Intendente                                      |
| 2  | Coronel José Corrêa de Toledo           | PRP     | José Inácio da Rocha                              | 9 de dezembro de 1892   | 3 de abril de 1894     | Intendente                                      |
| 3  | Capitão José Antão de Arruda            | PRP     | Zanderlan Campos da Silva                         | 3 de abril de 1894      | 1º de junho de 1896    | Intendente                                      |
| 4  | Alberto Dias de Assumpção               | PRP     | Ovídio Martins                                    | 1º de junho de 1896     | 6 de julho de 1896     | Intendente                                      |
| 5  | Joaquim Pereira de Almeida Paula        | PRP     | Paulo Diniz                                       | 6 de julho de 1896      | 7 de janeiro de 1899   | Intendente                                      |
| 6  | Luiz Benedicto Antunes Cardia           | PRP     | Leonardo Rizzo                                    | 7 de janeiro de 1899    | 5 de maio de 1899      | Intendente                                      |
| 7  | Domingos Augusto de Faria               | PRP     | Carlos Alberto Barros                             | 5 de maio de 1899       | 5 de abril de 1901     | Intendente                                      |
| 8  | José Corrêa de Arruda                   | PRP     | Sizenando Ferro                                   | 22 de maio de 1901      | 3 de agosto de 1903    | Intendente                                      |
| 9  | Pretextato Rodrigues da Costa           | PRP     | Maurílio Teixeira                                 | 3 de agosto de 1903     | 7 de janeiro de 1907   | Intendente                                      |
| 10 | Coronel Joaquim Corrêa Toledo           | PRP     | Eduardo Barbosa                                   | 7 de janeiro de 1907    | 15 de janeiro de 1911  | Prefeito eleito indiretamente                   |
| 11 | Alberto Carlos de Assumpção             | PRP     | Hugo Jorge Bravo                                  | 15 de janeiro de 1911   | 23 de março de 1911    | Prefeito eleito indiretamente                   |
| 12 | Eliezer Teixeira Pinto                  | PRP     | Joaquim Vitor de Holanda                          | 31 de março de 1911     | 30 de abril de 1911    | Prefeito eleito indiretamente                   |
| 13 | Alberto Carlos de Assumpção             | PRP     | Severino Uchôa Correia                            | 30 de abril de 1911     | 8 de agosto de 1911    | Prefeito eleito indiretamente                   |
| 14 | Cantidio Camargo                        | PRP     | Clóvis Motta                                      | 8 de agosto de 1911     | 2 de julho de 1912     | Prefeito eleito indiretamente                   |
| 15 | Coronel Raphael Augusto de Souza Campos | PRP     | João Frederico Galvão                             | 2 de julho de 1912      | 28 de agosto de 1912   | Prefeito eleito indiretamente                   |
| 16 | Júlio dos Reis                          | PRP     | Augusto Alves da Rocha                            | 28 de agosto de 1912    | 15 de janeiro de 1914  | Prefeito eleito indiretamente                   |
| 16 | Júlio dos Reis                          | PRP     | Augusto Alves da Rocha                            | 15 de janeiro de 1914   | 15 de janeiro de 1917  | Prefeito nomeado                                |
| 17 | Elias de Moura                          | PRP     | Raimundo Chaves                                   | 15 de janeiro de 1917   | 10 de novembro de 1919 | Prefeito eleito indiretamente                   |
| 18 | Luiz Benedicto Antunes Cardia           | PRP     | Osório Bezerra Dantas                             | 11 de novembro de 1919  | 15 de janeiro de 1920  | Prefeito eleito indiretamente                   |
| 19 | Júlio dos Reis                          | PRP     | Euvaldo de Lima Maia                              | 15 de janeiro de 1920   | 15 de janeiro de 1923  | Prefeito eleito indiretamente                   |
| 20 | Caio Graccho de Souza Campos            | PRP     | José Nilson de Sá                                 | 15 de janeiro de 1923   | 15 de janeiro de 1925  | Prefeito eleito indiretamente                   |
| 21 | Delphino Martins Bonilha                | PRP     | Expedito Augusto Amorim                           | 15 de janeiro de 1925   | 23 de outubro de 1930  | Prefeito eleito indiretamente                   |
| 22 | Ibrahim Carlos Camargo Madeira          | PRP     | Fernando Bezerra                                  | 27 de outubro de 1930   | 17 de abril de 1931    | Prefeito nomeado                                |
| 23 | Lafayette de Camargo Madeira            | PRP     | Lamartine Garcia                                  | 17 de abril de 1931     | 20 de abril de 1934    | Prefeito nomeado                                |
| 24 | Lamartine Garcia                        | PP      | Ibrahim Carlos Camargo Madeiraa                   | 20 de abril de 1934     | 26 de janeiro de 1936  | Prefeito nomeado                                |
| 25 | Ibrahim Carlos Camargo Madeira          | PP      | Flávio Azevedo                                    | 26 de janeiro de 1936   | 28 de abril de 1936    | Prefeito nomeado                                |
| 26 | Plinio de Melo e Souza                  | PSD     | José Georgevan Gomes de Araújo                    | 28 de abril de 1936     | 14 de junho de 1936    | Prefeito nomeado                                |
| 27 | Caio Graccho de Souza Campos            | PL      | Plínio Rodrigues de Moraes                        | 14 de junho de 1936     | 22 de junho de 1938    | Prefeito nomeado                                |
| 28 | Cantidio Camargo                        | PSD     | Itamar Carlos Ferreira                            | 22 de junho de 1938     | 21 de novembro de 1938 | Prefeito nomeado                                |
| 29 | Plinio Rodrigues de Moraes              | PL      | Fábio José Germano da Silva                       | 21 de novembro de 1938  | 23 de junho de 1939    | Prefeito nomeado                                |
| 30 | Cantidio Camargo                        | PL      | Olegário de Camargo                               | 26 de junho de 1939     | 3 de outubro de 1941   | Prefeito nomeado                                |
| 31 | Olegário de Camargo                     | PL      | Ricardo Lora                                      | 3 de outubro de 1941    | 17 de maio de 1945     | Prefeito nomeado                                |
| 32 | Lamartine Garcia                        | PSD     | Orlei Roncaglio                                   | 18 de maio de 1945      | 4 de novembro de 1946  | Prefeito nomeado                                |
| 33 | Ibrahim Carlos Camargo Madeira          | PSD     | Edson José de Vasconcelos                         | 4 de novembro de 1946   | 19 de março de 1947    | Prefeito nomeado                                |
| 34 | Benedicto Pires de Almeida              | PDC     | Luciano Camilotti                                 | 19 de março de 1947     | 31 de dezembro de 1947 | Prefeito nomeado                                |
| 35 | Nelson de Assumpção Olyntho             |         | Paulo Roberto Pupo                                | 1º de janeiro de 1948   | 31 de dezembro de 1951 | Prefeito eleito em sufrágio universal           |
| 36 | Francisco José Rodrigues de Moraes      | PTB     | Antônio Romano Schincariol                        | 1º de janeiro de 1952   | 31 de dezembro de 1955 | Prefeito e vice eleitos em sufrágio universal   |
| 37 | Nelson de Assumpção Olyntho             |         | Aluízio Rodrigues de Moraes                       | 1º de janeiro de 1956   | 31 de dezembro de 1959 | Prefeito e vice eleitos em sufrágio universal   |
| 38 | Antônio Romano Schincariol              |         | André Parducci                                    | 1º de janeiro de 1960   | 31 de dezembro de 1963 | Prefeito e vice eleitos em sufrágio universal   |
| 39 | Rui Silveira Mello                      |         | Alceu Costa Dias                                  | 1º de janeiro de 1964   | 13 de dezembro de 1965 | Prefeito e vice eleitos em sufrágio universal   |
| 40 | Alceu Costa Dias                        |         | Cargo vago                                        | 13 de dezembro de 1965  | 31 de janeiro de 1969  | Vice-prefeito eleito no cargo de Prefeito       |
| 41 | Antônio Romano Schincariol              |         | Humberto Bortoleto de Arruda                      | 1º de fevereiro de 1969 | 31 de janeiro de 1973  | Prefeito e vice eleitos em sufrágio universal   |
| 42 | Osvaldo Rodrigues de Moraes             |         | João Pescarini Filho                              | 1º de fevereiro de 1973 | 31 de janeiro de 1977  | Prefeito e vice eleitos em sufrágio universal   |
| 43 | Paulo de Souza Alves Filho              | ARENA   | Guerino de Lizier Vidotto                         | 1º de fevereiro de 1977 | 31 de dezembro de 1982 | Prefeito e vice eleitos em sufrágio universal   |
| 44 | Clóvis Pasquali                         | PMDB    | Cypriano Prestes de Camargo                       | 1º de fevereiro de 1983 | 31 de dezembro de 1988 | Prefeito e vice eleitos em sufrágio universal   |
| 45 | José Carlos Melaré                      | PTB     | Luiz Souto Madureira                              | 1º de janeiro de 1989   | 31 de dezembro de 1992 | Prefeito e vice eleitos em sufrágio universal   |
| 46 | Ângelo Uliana                           | PMDB    | Basílio Saconi Neto                               | 1º de janeiro de 1993   | 31 de dezembro de 1996 | Prefeito e vice eleitos em sufrágio universall  |
| 47 | Basílio Saconi Neto                     | PMDB    | Jonacir Amorim                                    | 1º de janeiro de 1997   | 31 de dezembro de 2000 | Prefeito e vice eleitos em sufrágio universal   |
| 48 | José Carlos Melaré                      | PTB     | Valter José Consorte                              | 1º de janeiro de 2001   | 31 de dezembro de 2004 | Prefeito e vice eleitos em sufrágio universal   |
| 49 | Basílio Saconi Neto                     | PMDB    | Antônio José Mazer Lazarin, Toninho Lazarin (PPS) | 1º de janeiro de 2005   | 31 de dezembro de 2008 | Prefeito e vice eleitos em sufrágio universal   |
| 50 | José Carlos Melaré                      | PTB     | Valter José Consorte (PTB)                        | 1º de janeiro de 2009   | 31 de dezembro de 2012 | Prefeito e vice eleitos em sufrágio universal   |
| 51 | Manoel David Korn de Carvalho           | PSD     | Antonio José Viotto, Frá-Frá (PMDB)               | 1º de janeiro de 2013   | 31 de dezembro de 2016 | Prefeito e vice eleitos em sufrágio universal   |
| 52 | Vlamir de Jesus Sandei                  | PSDB    | Ana Maria Madureira (PTB/PSDB)                    | 1º de janeiro de 2017   | 31 de dezembro de 2020 | Prefeito e vice eleitos em sufrágio universal   |
| 52 | Vlamir de Jesus Sandei                  | PSDB    | Ana Maria Madureira (PTB/PSDB)                    | 1º de janeiro de 2021   | 31 de dezembro de 2024 | Prefeito e vice reeleitos em sufrágio universal |
| 53 | José Carlos Regonha Júnior              | PL      | Dr. Luís Antônio Pizzol Grigolon (PRD)            | 1° de janeiro de 2025   | Atualidade             | Prefeito e vice eleitos em sufrágio universal   |